# Les Grandes Baigneuses (Cézanne, Philadelphie)
Pour les articles homonymes, voir Les Grandes Baigneuses.
Les Grandes Baigneuses est une peinture de l'artiste français Paul Cézanne, réalisée entre 1899 et 1906.

## Description
Les Grandes Baigneuses est une peinture à l'huile. Avec chaque version des Baigneuses, Cézanne s'éloigne de la présentation traditionnelle des peintures, créant intentionnellement des œuvres qui ne plairaient pas au spectateur profane. Il a agi ainsi pour éviter les modes éphémères et donner une qualité intemporelle à son œuvre, et ce faisant, il a ouvert la voie aux futurs artistes pour qu'ils fassent fi des tendances actuelles et peignent des œuvres qui plairaient également à toutes les générations.
Les nus féminins abstraits présents dans les Grandes Baigneuses donnent au tableau tension et densité. Ce tableau est exceptionnel dans son œuvre par ses dimensions symétriques, avec l'adaptation des formes des nus au motif triangulaire des arbres et de la rivière. Utilisant la même technique que celle employée pour peindre des paysages et des natures mortes, Les Grandes Baigneuses rappelle l'œuvre du Titien et de Pierre Paul Rubens. Des comparaisons sont également souvent faites avec l'autre célèbre groupe de femmes nues de la même période, Les Demoiselles d'Avignon de Picasso.
La gamme de couleurs se réduit à des tons sobres : ocre, mauve et vert ou bleu verdâtre. Le tableau est composé autour de deux groupes de figures de baigneuses, parmi lesquelles se trouve une tache blanche qui pourrait être un chien. Ils sont sur la rive d'une rivière, dans laquelle on peut voir une silhouette nager. Au-delà, dans l'axe du chien et du nageur, se trouvent deux personnages sur l'autre rive, et derrière eux, un château. Il y a deux groupes d'arbres penchés qui forment une sorte de voûte au-dessus des baigneuses, et qui s'ouvrent au loin, à une profondeur centrale.
Appelé Les Grandes Baigneuses pour le distinguer des œuvres plus petites, le tableau est considéré comme l'un des chefs-d'œuvre de l'art moderne et est souvent considéré comme la plus belle œuvre de Cézanne. Les peintures des baigneurs seront fondamentales pour l'histoire de l'art ultérieure, influençant profondément tous les protagonistes de l'avant-garde, de Matisse à Braque, de Picasso à Moore. Ce dernier style de Cézanne annonce déjà le cubisme.

## Historique

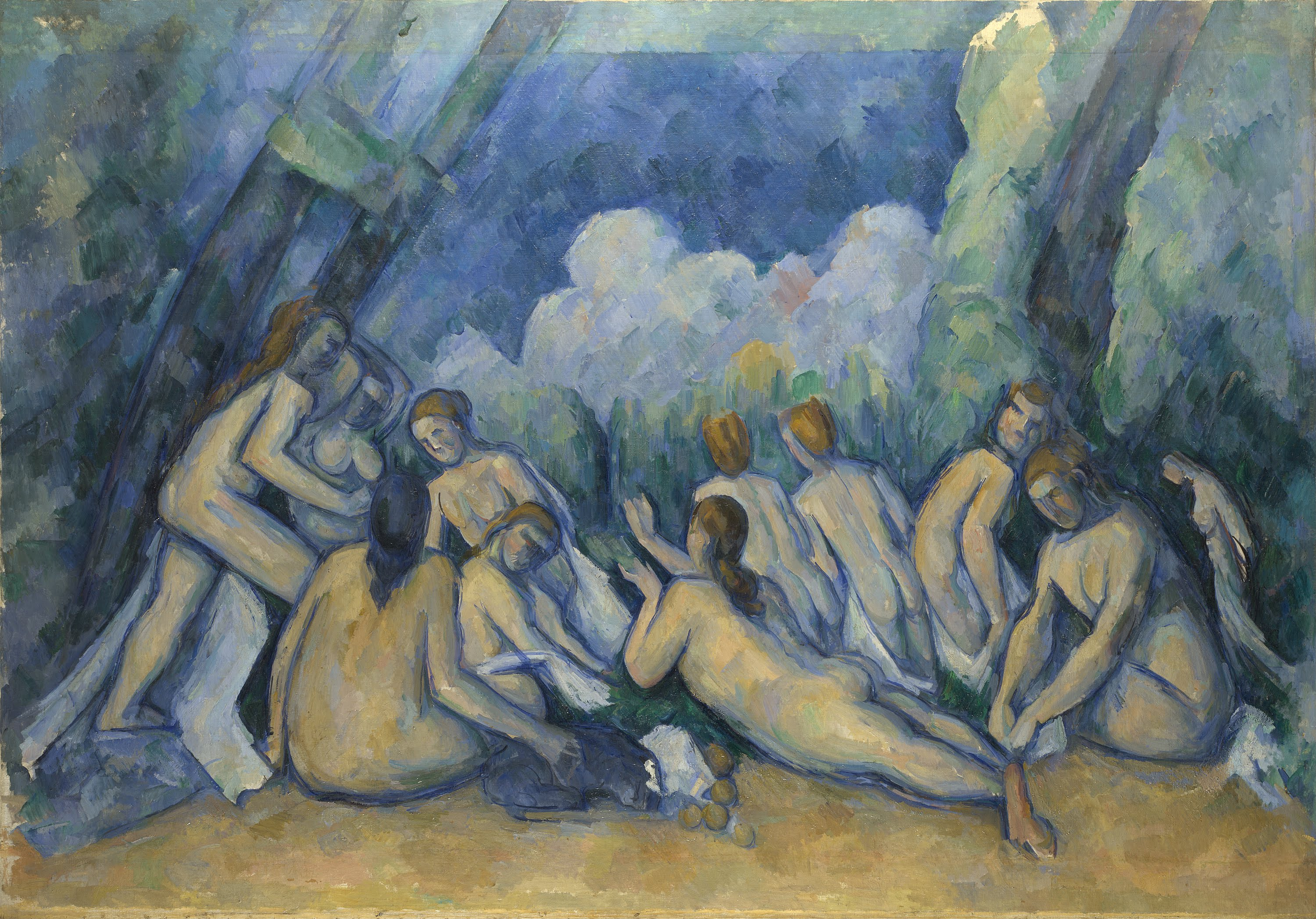
Les Grandes Baigneuses de la National Gallery de Londres.

Paul Cézanne peint Les Grandes Baigneuses entre 1899 et 1906. Il a travaillé sur le tableau pendant sept ans, et il est resté inachevé au moment de sa mort en 1906. Il a été exposé pour la première fois en 1906.
Le tableau a été acheté en 1937 pour 110 000 $ avec des fonds provenant d'un fonds fiduciaire pour le Philadelphia Museum of Art par leur principal bienfaiteur, Joseph E. Widener. Il appartenait auparavant à Leo Stein.
L'achat du tableau, bien que généralement salué, a néanmoins été remis en question par le Philadelphia Record, qui a fait remarquer que 41 000 (soit dix pour cent) des habitants de Philadelphie n'avaient pas de baignoire et que l'argent aurait donc pu être mieux dépensé ailleurs.
Le tableau est conservé au musée d'art de Philadelphie. C'est le plus grand d'une série de Baigneurs de Cézanne ; les autres se trouvent au Museum of Modern Art de New York, à la National Gallery de Londres, à la Barnes Foundation de Pennsylvanie et à l'Art Institute of Chicago.